# Marija Alexandrowna Botscharowa
Marija Alexandrowna Botscharowa (russisch Мари́я Алекса́ндровна Бочаро́ва, nach englischer Transkription Maria Bocharova; * 23. Februar 2002 in Lipezk) ist eine russische Beachvolleyballspielerin. Mit ihrer Partnerin Marija Woronina wurde sie U19-Weltmeisterin und in verschiedenen Altersstufen siebenmal Europameisterin.

## Karriere
Botscharowa spielte in ihrer Jugend an der Beachvolleyballschule in Obninsk. Seit 2016 war die zwei Jahre ältere Marija Woronina ihre Partnerin. 2017 gewannen die beiden Russinnen die U18-Europameisterschaft in Kasan und die U20-Europameisterschaft in Vulcano. 2018 folgten die Siege bei der U20-Europameisterschaft in Anapa, bei der U19-Weltmeisterschaft in Nanjing und bei den Olympischen Jugendspielen in Buenos Aires. Mit Jelisaweta Ludkowa wurde Botscharowa in Brno außerdem U18-Vizeeuropameisterin. 2018 und 2019 traten Botscharowa/Woronina auch auf der FIVB World Tour an. Beste Ergebnisse waren hier der fünfte Platz beim 3-Sterne-Turnier 2018 in Chetumal und der Sieg beim 2-Sterne-Turnier 2019 in Aydin. Mit Jelisaweta Gubina gewann sie 2019 die U18-Europameisterschaft in Baden. Botscharowa/Woronina wurden 2019 in Udon Thani U21-Vizeweltmeisterinnen, in Göteborg U20-Europameisterinnen und in Antalya U22-Europameisterinnen. Außerdem wurden sie 2019 nationale Vizemeisterinnen und belegten bei der Europameisterschaft in Moskau Platz neun. 2020 wurden sie erneut russische Vizemeisterinnen, schieden bei der Europameisterschaft in Jurmala in der ersten KO-Runde aus und wurden in Izmir U22-Vizeeuropameisterinnen. 2021 konnten Botscharowa/Woronina in Baden den U22-Europameistertitel gewinnen. Auf der World Tour 2021 spielt Botscharowa zusammen mit Alexandra Ganenko.